# Clifford William Robinson
Pour les articles homonymes, voir Robinson.
Clifford William Robinson (1866 - 1944) est un homme politique canadien qui est premier ministre du Nouveau-Brunswick.

## Biographie
Clifford William Robinson est né à Moncton le 1er septembre 1866. Il suit des études à l'université Mount Allison puis apprend le droit dans des cabinets d'avocats. Il est ensuite admis au barreau comme procureur le 13 octobre 1892 puis avocat en octobre 1893 et commence sa carrière à Moncton. Il se lance également dans les affaires dans des domaines divers, notamment dans l'exportation de bois et dans la presse, en étant président du Moncton Transcript, ancêtre du Times & Transcript, et en aidant à l'établissement d'un journal francophone, l'Acadien.
Il s'intéresse aussi à la politique et devient conseiller municipal de Moncton de 1895 à 1896 puis maire de cette même ville durant une année, en 1897. Il brigue le siège de député à la Chambre des communes pour la circonscription de Westmorland mais est battu en 1896 par Henry Powell. En revanche, il est élu à l'Assemblée législative du Nouveau-Brunswick en tant que député de la circonscription de Westmorland le 5 juin 1897 sous la bannière libérale et conserve son siège jusqu'au 20 juin 1912. Durant cette période, il est président de l'Assemblée législative du 28 février 1901 jusqu'au 6 mars 1907, date à laquelle il démissionne pour entrer au conseil exécutif en tant que ministre sans portefeuille, puis peu après secrétaire provincial. Lorsque le premier ministre William Pugsley démissionne, Robinson devient à la fois chef du parti libéral du Nouveau-Brunswick et premier ministre. Son mandat est toutefois bref puisqu'il est assermenté le 31 mai 1907 mais, les conservateurs ayant remporté les élections l'année suivante, il doit démissionner à son tour le 23 mars 1908.
Robinson demeure chef de l'opposition jusqu'en 1912, puis à nouveau temporairement de la fin 1914 à janvier 1916, mais ne redevient véritablement actif en politique qu'à partir de 1917, lorsqu'il est élu député, cette fois de la circonscription de Moncton, du 24 février 1917 au 1er mai 1924. Il est nommé par Walter Edward Foster ministre sans portefeuille du 4 avril 1917 au 1er octobre 1920, date à laquelle il devient ministre des terres et des mines jusqu'à sa démission, le 5 mai 1924. 
Le même jour, Robinson est nommé sénateur par le premier ministre canadien William Lyon Mackenzie King et le reste jusqu'à sa mort le 27 juillet 1944.